# Европейская ассоциация искусственного интеллекта
Европейская ассоциация искусственного интеллекта (ранее Европейский координационный комитет по искусственному интеллекту), (англ. European Association for Artificial Intelligence (EurAI), бывш. European Co-ordinating Committee for Artificial Intelligence (ECCAI)) — является представительным органом европейского научного сообщества по искусственному интеллекту. Целью ассоциации является содействие изучению, исследованию и применению искусственного интеллекта в Европе. Основана в 1982 году. Президент-основатель Вольфганг Бибель. Головной офис находится в Брюсселе, AI Laboratory, Pleinlaan 2, Building K2.

## История
Вольфганг Бибель созвал первое научное сообщество по искусственному интеллекту в Европе в 1982 году, тогда же прошла первая Европейская конференция по искусственному интеллекту (ECAI), а вскоре им был основан Европейский координационный комитет по искусственному интеллекту (ECCAI), который позже был переименован в Европейскую ассоциацию искусственного интеллекта (EurAI). Первым президентом был основатель Вольфганг Бибель.

## Деятельность

### Членство
Ассоциация состоит из активных членов, имеющих независимый правовой статус. Эти члены — европейские научные ассоциации, занимающиеся искусственным интеллектом. В них должно быть не менее 25 человек, активно работающих в этой области.
Решение о приеме члена принимается Генеральной Ассамблеей большинством в две трети голосов присутствующих. Исключение члена из Ассоциации может быть предложено Советом директоров после того, как он заслушал защиту соответствующего члена, и решение об исключении члена из Ассоциации принимается также большинством в две трети голосов присутствующих или представленных членов.

### Генеральная ассамблея
Высшим органом Европейской ассоциации искусственного интеллекта является Генеральная ассамблея, проходящая каждый год в разных странах, на которую собираются представители всех членских ассоциаций.
В компетенцию ассамблеи входят:
- утверждение бюджетов и счетов,
- прием и исключение членов,
- избрание и увольнение членов Правления,
- изменение устава,
- роспуск Ассоциации.

### Правление
Ассоциация управляется Правлением (Советом Директоров), состоящим как минимум из шести человек, избранных из Представителей членов. Как минимум один член правления имеет бельгийское гражданство.
Члены Правления избираются общим собранием сроком на два года. Член Совета не может быть избран более чем на три срока подряд.
Совет обладает всеми полномочиями по управлению и администрированию, оставляя за собой прерогативы Генеральной Ассамблеи.

### Конференция
Каждый четный год ассоциация совместно с одной из ассоциаций-членов проводит Европейскую конференцию по искусственному интеллекту. Конференция является ведущей в этой области в Европе.

## Премии и стипендии
- Программа стипендий Европейской ассоциации искусственного интеллекта была запущена в 1999 году и предназначена для людей, внесших значительный вклад в развитие искусственного интеллекта в Европе.
- Премия «Artificial Intelligence Dissertation Award», учрежденная Европейской ассоциацией искусственного интеллекта, вручается с 1998 года и ежегодно присуждается за лучшую диссертацию в области искусственного интеллекта в Европе.

## Президенты
Ассоциацию возглавляли следующие президенты:
- 1982—1986 Вольфганг Бибель (Германия)
- 1986—1988 Жирар Гихо (Франция)
- 1988—1990 Маргарет Кинг (Швейцария)
- 1990—1992 Энтони Г. Кон (Соединенное Королевство)
- 1992—1994 Оливьеро Сток (Италия)
- 1994—1995 Жан-Пьер Лоран (Франция)
- 1995—1996 Николаас Дж. И. Марс (Нидерланды)
- 1996—2000 Вольфганг Вальстер (Германия)
- 2000—2004 Роб Милн (Шотландия)
- 2004—2008 Вернер Хорн (Австрия)
- 2008—2012 Герхард Брюка (Германия)
- 2012—2014 Патрик Доэрти (Швеция)
- 2014—2016 Майкл Вулдридж (Великобритания)
- 2016—2018 Герхард Лакмейер (Германия)
- 2018—2020 Барри О’Салливан (Ирландия)